# NGC 3457
NGC 3457 (NGC 3460) é uma galáxia espiral (S?) localizada na direcção da constelação de Leo. Possui uma declinação de +17° 37' 17" e uma ascensão recta de 10 horas, 54 minutos e 48,6 segundos.
A galáxia NGC 3457 foi descoberta em 25 de Março de 1827 por John Herschel.